# Arroio Chuí
O Arroio Chuí é um pequeno curso de água localizado na fronteira entre o Brasil e o Uruguai, sendo conhecido por ser o ponto extremo sul do Brasil que fica na fronteira com o Uruguai.

## Bacia Hidrográfica
O arroio nasce num pântano no município de Santa Vitória do Palmar, fluindo inicialmente no sentido norte-sul. Após atravessar o município do Chuí, o arroio muda sua direção para leste, passando a marcar, então, a fronteira do Brasil com o Uruguai, até desaguar no Oceano Atlântico junto à Praia da Barra do Chuí, balneário do Município de Santa Vitória do Palmar, na margem brasileira, e a povoação de Barra del Chuy, na margem uruguaia.

## Fronteira Brasil-Uruguai
Historicamente, as cheias e a ação das marés frequentemente alteravam o curso final do arroio, trecho o qual demarca a Fronteira entre o Brasil e o Uruguai. A fim de evitar problemas diplomáticos, em 1978 foram construídos molhes e o arroio foi canalizado, além de obras de drenagem que estabilizaram desde então o curso do arroio. O molhe sul (uruguai) possui extensão de 1,2km e o molho norte (brasileiro) uma extensão de aproximadamente 300 metros.

## Extremo Sul do Brasil
O Arroio Chuí é, frequentemente, citado como o ponto mais meridional do Brasil, entretanto, a afirmação não está totalmente certa. Geograficamente, o verdadeiro extremo sul do país é apenas um ponto em seu trajeto. A localização exata desse ponto sem nome é uma pequena curva do arroio, aproximadamente 2,7 quilômetros antes de sua foz, a 33° 45' 03" de latitude sul e 53° 23' 48" de longitude oeste. Por sua vez, a foz do arroio é, ao mesmo tempo, os extremos sul e oeste do litoral brasileiro (não do território nacional) e também os extremos norte e leste do litoral uruguaio.